# 甬江特大桥 (铁路桥)
甬江特大桥是中国浙江省宁波市一座铁路斜拉桥，跨越甬江，是宁波铁路枢纽北环线的组成部分。桥梁规划位于宁波绕城高速公路清水浦大桥西64.8米 。桥梁全长14.95公里，主桥长909.1米，主跨468米，索塔高177.91米，载有双线电气化货运铁路。2010年10月14日开工建设，是中国第一座大跨径梁式铁路专用斜拉桥 ，也是世界上主跨最长的钢箱混合梁铁路斜拉桥。主桥于2014年8月6日合龙，2014年12月10日随铁路北环线一同开通。